# الدبونية
قرية الدبونية هي إحدى القرى التابعة لمركز ميت غمر في محافظة الدقهلية في جمهورية مصر العربية. حسب إحصاءات سنة 2006، بلغ إجمالي السكان في الدبونية 3370 نسمة، منهم 1674 رجل و1696 امرأة.

## التاريخ
قرية الدبونية من القرى القديمة، حيث وردت باسم «الدبونية» في أعمال الشرقية ضمن قرى الروك الصلاحي التي أحصاها ابن مماتي في كتاب قوانين الدواوين، كما وردت باسم «الدبونية» في أعمال الشرقية ضمن قرى الروك الناصري التي أحصاها ابن الجيعان في كتاب «التحفة السنية بأسماء البلاد المصرية». وفي العصر العثماني وردت باسم «الدبونية» في التربيع العثماني الذي أجراه الوالي العثماني سليمان باشا الخادم في عصر السلطان العثماني سليمان القانوني ضمن قرى ولاية الدقهلية، وفي تاريخ 1228هـ/1813م الذي عدّ قرى مصر بعد المسح الذي قام به محمد علي باشا باسم «الدبونية» ضمن قرى مديرية الدقهلية.